# 孪生素数
孪生素数（英語：twin prime），也称为孪生质数、双生质数，是指一对素数，它们之间相差2。例如3和5，5和7，11和13，2999和3001,10016957和10016959等等都是孪生素数。
关于孪生素数有著名的孪生素数猜想，即是否存在无穷多对孪生素数。这是数论中未解决的一个重要问题。哈代-李特尔伍德猜想是孪生素数猜想的一个增强形式，猜测孪生素数的分布与素数定理中描述的素数分布规律相类似。
与之相关的，两者相差为1的素数对只有 (2, 3)；两者相差为3的素数对只有 (2, 5)。

## 简介
素数在自然数中的分布是不规则的。欧几里得在他的著作《几何原本》中首次证明了素数有无穷多个。十九世纪后，素数定理的证明给出了素数在自然数中大致的分布情况。根据素数定理，在前{\displaystyle N}个自然数里，素数的个数大约是{\displaystyle {\frac {N}{\ln N}}}。也就是说前{\displaystyle N}个自然数里，素数的比例是{\displaystyle {\frac {1}{\ln N}}}。因此，随着{\displaystyle N}增大，前{\displaystyle N}个自然数里，素数的比例会越来越小。事实上，给定一个自然数{\displaystyle n>1}，那么连续的{\displaystyle n}个自然数：
{\displaystyle (n+1)!+2,(n+1)!+3,\cdots (n+1)!+(n+1)}
都是合数。
是否越大的素数，两两之间就隔得越远呢？实际上不然。在某些时候，两个连续的素数之间只相差2。这样的素数对就是孪生素数。
以下列出了最小的35对孪生素数（1000以內的孪生素数）（ A001359及 A006512)：
(3, 5), (5, 7), (11, 13), (17, 19), (29, 31), (41, 43), (59, 61), (71, 73), (101, 103), (107, 109),
(137, 139), (149, 151), (179, 181), (191, 193), (197, 199), (227, 229), (239, 241), (269, 271), (281, 283), (311, 313),
(347, 349), (419, 421), (431, 433), (461, 463), (521, 523), (569, 571), (599, 601), (617, 619), (641, 643), (659, 661),
(809, 811), (821, 823), (827, 829), (857, 859), (881, 883)
即使是大的素数，也有可能成为孪生素数。通过穷举式的计算发现：在小于{\displaystyle 10^{15}}的29,844,570,422,669个素数中，有1,177,209,242,304对孪生素数，占了3.94%。而且这些孪生素数并没有表现出停止在某一个上限的趋势。
截至2016年9月為止，已知最大的孪生素数為{\displaystyle 2\ 996\ 863\ 034\ 895\times 2^{1\ 290\ 000}\pm 1}，此數有388342位。
素数定理说明了素数在趋于无穷大时变得稀少的趋势。而孪生素数，与素数一样，也有相同的趋势，并且这种趋势比素数更为明显。直觉上可以作如下的估计：在前{\displaystyle N}个自然数里找一个数，它是素数的可能性大约是{\displaystyle {\frac {1}{\ln N}}}；所以在前{\displaystyle N}个自然数里找一个数{\displaystyle p}，{\displaystyle p}和{\displaystyle p+2}都是素数的可能性大约是{\displaystyle {\frac {1}{\ln ^{2}N}}}。当然，这种推算只能是直觉上的猜测，而不是严谨的证明，因为素数的排列是已知的，而不是概率上的事件。

### 哈代-李特尔伍德猜测
1921年，英国数学家哈代和李特尔伍德也做出了类似的猜测。他们提出以下的猜想：设{\displaystyle \pi _{2}(N)}为前{\displaystyle N} 个自然数里孪生素数的个数。那么
{\displaystyle \pi _{2}(N)\approx \int _{2}^{N}{\frac {dt}{(\ln t)^{2}}}\approx 2C_{twin}\ {\frac {N}{\ln ^{2}N}}}
其中的常数{\displaystyle C_{twin}}是所谓的孪生素数常数：
{\displaystyle {\begin{aligned}C_{twin}&=\left(1-{\frac {1}{2^{2}}}\right)\left(1-{\frac {1}{4^{2}}}\right)\left(1-{\frac {1}{6^{2}}}\right)\left(1-{\frac {1}{10^{2}}}\right)\cdots \ =\prod _{p>2}\left[1-{\frac {1}{(p-1)^{2}}}\right]\\&=0.6601618158468695739278121\ldots \end{aligned}}}
其中的{\displaystyle p}表示素数。

### 孪生素数猜想
哈代和李特尔伍德的猜测实际上是存在已久的孪生素数猜想的加强版。孪生素数猜想是指“孪生素数有无穷多个”。这个猜想至今仍未被证明。然而，哈代和李特尔伍德的猜测并不是需要建立在孪生素数猜想成立的前提上。很多时候，对于无法证明的命题，数学家会尝试证明比它更强或更为广泛的命题，从而解决原来的命题。例如数学家安德鲁·怀尔斯就是证明了比费马最后猜想更广泛的命题，从而完成了费马最后猜想的证明。
2013年5月14日，《自然》杂志报道，数学家张益唐证明存在无穷多个素数对相差（上界）都小于7000万。论文已被《数学年刊》（Annals of Mathematics）接受
。截至2014年10月9日, 素数对之差被缩小为{\displaystyle \leq 246}。

## 性质
孪生素数猜想也可以用另一种形式表达：
| 自然数2可以表示为无穷多个素数对（{\displaystyle p_{1},p_{2}}）的差：{\displaystyle 2=p_{1}-p_{2}}。 |

1920年代，通过使用著名的筛法，也就是基于埃拉托斯特尼筛法的技巧，挪威的瑋哥·布朗证明了2能表示成两个最多有9个素数因子的数的差。这个结论已经有些近似于孪生素数猜想了。可以看到，只要将这个证明中的“最多有9个素数因子的数”改进到“最多有1个素数因子的数”，就可以证明孪生素数猜想了。利用同样的方法，布朗证明了所有偶数都能表达成两个最多有9个素数因子的数的和，也就是所谓的“9+9”。这个思路被不少数学家沿用，1966年陈景润利用筛法证明了“1+2”。基于陈景润的工作，也可以证明2有無限多種方法表示成一个素数和一个最多有两个素数因子的数的差。
布朗為了證明孿生質猜想而開發了布朗篩法，這種篩法對篩法的發展及質數研究都造成了深遠的影響。

### 布朗常数
布朗的另一个结论，是发现所有孪生素数的倒数之和收敛，即收敛到布朗常数{\displaystyle B_{2}}：
{\displaystyle \left({\frac {1}{3}}+{\frac {1}{5}}\right)+\left({\frac {1}{5}}+{\frac {1}{7}}\right)+\left({\frac {1}{11}}+{\frac {1}{13}}\right)+\left({\frac {1}{17}}+{\frac {1}{19}}\right)+\cdots =B_{2}}
{\displaystyle B_{2}}的值大约在1.9与2之间。与之相对的，所有素数的倒数之和是发散的。由于孪生素数的倒数之和收敛，所以无法依此证明孪生素数有无限个。
布朗还发现了孪生素数数量的一个上限。他证明了：
{\displaystyle \pi _{2}(x)<{\frac {100x}{\ln ^{2}x}}}
也就是说，当{\displaystyle x}足够大的时候，小于{\displaystyle x}的孪生素数的数量比起小于{\displaystyle x}的素数的数量是可以忽略不计的。1987年的一个结果改进了这个上限：
{\displaystyle \pi _{2}(x)<{\frac {7.1C_{twin}x}{\ln ^{2}x\left({\frac {1+C'\ln \ln x}{\ln x}}\right)}}}
其中{\displaystyle C'}是一个常数。1998年上限中的7.1被改进为6.833。

### 必要条件
孪生素数还必须满足一些必要的条件，比如：
- 大于3的孪生素数可以表示成{\displaystyle (6n-1,6n+1)}，其中{\displaystyle n}为一个自然数。除了{\displaystyle n=1}的情形，{\displaystyle n}必须以0，2，3，5，7或8结尾。
- 可以证明：{\displaystyle (m,m+2)}是孪生素数，当且仅当

{\displaystyle 4[(m-1)!+1]+m=0\mod [m(m+2)]}

### 统计分析
统计分析所有小于{\displaystyle 4.35\times 10^{15}}的孪生素数，可以得到小于{\displaystyle x}的素数对的个数是{\displaystyle {\frac {x\cdot f(x)}{(\log x)^{2}}}}。当{\displaystyle x}较小时，{\displaystyle f(x)}大约为 1.7， 当{\displaystyle x}较大时大约为 1.3。这个值和{\displaystyle 2C_{twin}=1.3203236\ldots }相近。

## 多元组
孪生素数的概念可以扩展到多元组，即由多个间隔为2的素数构成的序列。由于三个相邻奇数总有一个能被3整除，不可能是素数，因此 (3, 5, 7) 是唯一的孪生素数三元组。而且由于更多元素构成的孪生素数多元组必定包含三元组的结构，因此多于三个元素的孪生素数多元组不存在。

### 多项式公式
以下的多项式时由维也纳大学数学系教授克里斯多夫·巴萨（Christoph Baxa）提出的，基于丢番图不定方程理论。
{\displaystyle {\begin{aligned}P&=(k+2)\left[1-(wz+h+j-q)^{2}-\left((g+1)(h+j)+h-z\right)^{2}-(p+q+z+2n-e)^{2}\right.\\&-\left(e^{3}(e+2)(a+1)^{2}+1-o^{2}\right)^{2}-\left((a^{2}-1)(n+v+l)^{2}+1-x^{2}\right)^{2}\\&-\left(((a+u^{2}(u^{2}-a))^{2}-1)(n+4d(n+l+v))^{2}+1-(x+cu)^{2}\right)^{2}-\left((a^{2}-1)l^{2}+1-m^{2}\right)^{2}\\&-\left(p+l(a-n-1)+b(2a(n+1)-(n+1)^{2}-1)-m\right)^{2}-\left(16(a^{2}-1)(n+v+l)^{2}+1-x^{2}\right)^{2}\\&-\left(q+(n+l+v)(a-p-1)+s(2a(p+1)-(p+1)^{2}-1)-x\right)^{2}\\&-\left(z+pl(a-p)+t(2ap-p^{2}-1)-pm\right)^{2}-\left(16(k+1)^{3}(k+2)(n+1)^{2}+1-f^{2}\right)^{2}\\&-\left.\left(k+1-ia-i-l\right)^{2}-\left(4g+k+10-y(k+2)(k+4)\right)^{2}\right]\end{aligned}}}
其中有二十六个不定量{\displaystyle a,b,c,\cdots ,y,z}。当这二十六个变量取遍所有的自然数的时候，这个多项式的取值中正数的部分就会取遍所有孪生素数对{\displaystyle (p,p+2)}中的{\displaystyle p}。

## 大眾文化
義大利作家保羅·裘唐諾的小說《質數的孤獨》即是以孿生質數現象，比喻故事中相愛的男女主角牽攣乖隔的處境。
1994年10月，美國弗吉尼亞州林奇堡學院數學系教授托馬斯·尼科利（Thomas Nicely）在研究布朗常數時曾使用包括66 MHz Intel Pentium處理器的電腦對布朗常數進行計算，但用包括66 MHz Intel Pentium處理器的電腦處理長除法時一直出錯。他用一個數字去除以824,633,702,441時，答案一直是錯誤的，而這使得奔騰浮點除錯誤受到揭發，進而造成Intel的公關災難，並導致英特爾在1994年受到4.75億美元的損失。

## 註解
1. ↑  然而現代研究在實務上很少使用埃拉托斯特尼筛法或作為埃拉托斯特尼筛法簡單推廣的勒讓德篩法，絕大多數的研究都使用布朗篩法或塞爾伯格篩法等改良版的篩法。